# Bahnhof Haneda Airport Terminal 1·2
Der Bahnhof Haneda Airport Terminal 1·2 (jap. 羽田空港第1・第2ターミナル駅, Haneda-kūkō dai-ichi·dai-ni tāminaru eki) ist ein unterirdischer Bahnhof im Bezirk Ōta der japanischen Hauptstadt Tokio. Er erschließt die beiden Terminals für Inlandflüge des Flughafens Tokio-Haneda und wird von der Bahngesellschaft Keikyū betrieben.

## Verbindungen
Haneda Airport Terminal 1·2 ist die östliche Endstation der Keikyū-Flughafenlinie, die in Keikyū Kamata von der Keikyū-Hauptlinie abzweigt. Je nach Tageszeit verkehren in beiden Richtungen 7 bis 13 Züge stündlich. Neben Nahverkehrszügen mit Halt an allen Bahnhöfen bis Shinagawa werden zwei Schnellzuggattungen angeboten. Der Airport Limited Express bedient beide Flughafenbahnhöfe und fährt anschließend ohne Halt bis nach Shinagawa. Der Airport Express hat zwei verschiedene Laufwege mit wenigen Zwischenhalten, entweder nach Shinagawa oder via Yokohama nach Zushi-Hayama. Sämtliche nach Shinagawa verkehrenden Schnellzüge werden im nachfolgenden Bahnhof Sengakuji auf die Asakusa-Linie der U-Bahn Tokio durchgebunden. Auf diese Weise können umsteigefreie Verbindungen nach Oshiage oder weiter zum Flughafen Narita und nach Shibayama-Chiyoda angeboten werden. Beispielsweise gibt es von 9 bis 19 Uhr alle 40 Minuten einen Direktzug zwischen den Flughäfen Haneda und Narita.
Die Einschienenbahn Tokyo Monorail bedient die nahe gelegenen Tunnelbahnhöfe Haneda Airport Terminal 1 und Haneda Airport Terminal 2. Zahlreiche Buslinien der Gesellschaften Keihin Kyūkō Bus und Airport Transport Service verkehren vom Busbahnhof zwischen den beiden Terminals.

## Anlage
Der Tunnelbahnhof befindet sich ungefähr in der Mitte zwischen den Terminals 1 und 2, unterhalb der Zubringerautobahn. Er umfasst zwei Gleise an einem breiten Mittelbahnsteig, der mit Bahnsteigtüren ausgestattet ist und Züge mit acht Wagen aufnehmen kann. Es gibt zwei Ausgänge an den Bahnsteigenden: Der westliche führt zum Terminal 1, der östliche zum Terminal 2. Vor der Inbetriebnahme des Terminals 2 im Jahr 2004 war nur der westliche Ausgang geöffnet. Die Planungen hatten aber stets einen zweiten Terminal berücksichtigt und der Bahnhof war entsprechend errichtet worden, sodass nur noch kleinere Anpassungen erforderlich waren. Zum westlichen Ausgang hin sind die Stützsäulen des Tunnelbahnhofs blau angestrichen, zum östlichen Ausgang hin rot. Sie sind dadurch Teil der Signaletik und sollen die Fahrgäste zum richtigen Ausgang leiten.
Im Fiskaljahr 2019 nutzten durchschnittlich 97.330 Fahrgäste täglich den Bahnhof.

## Bilder

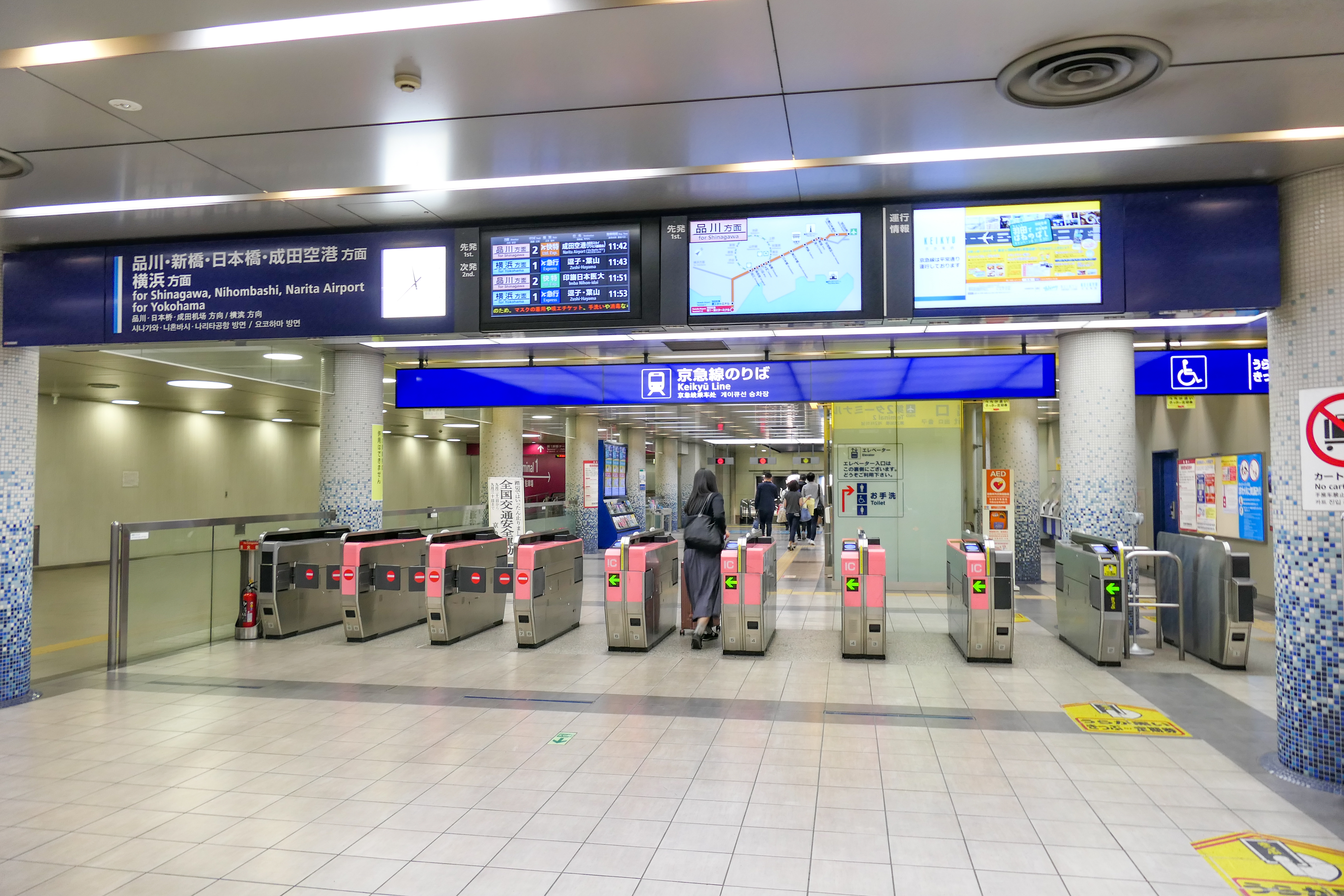
Bahnsteigsperren
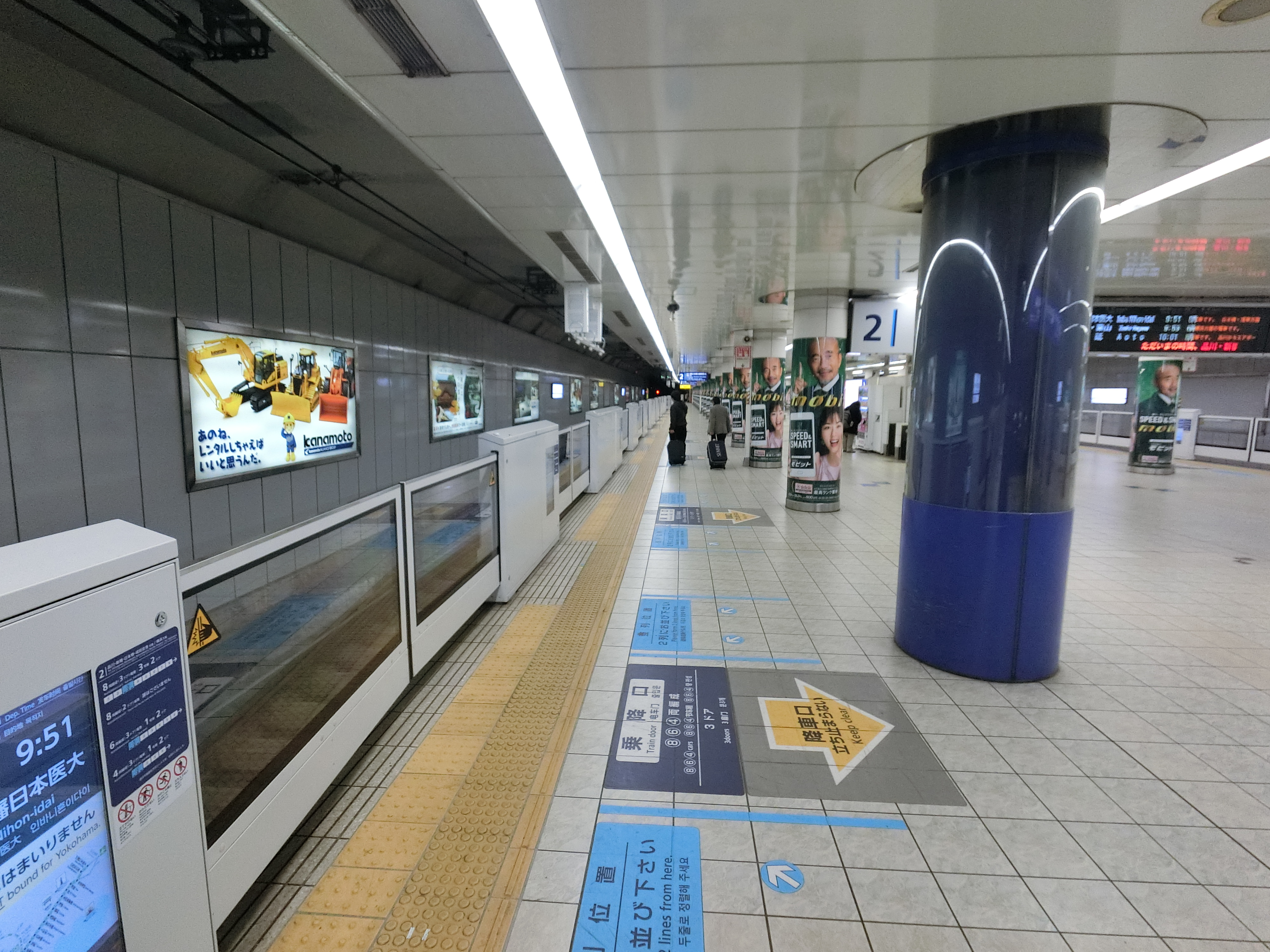
Bahnsteigtür
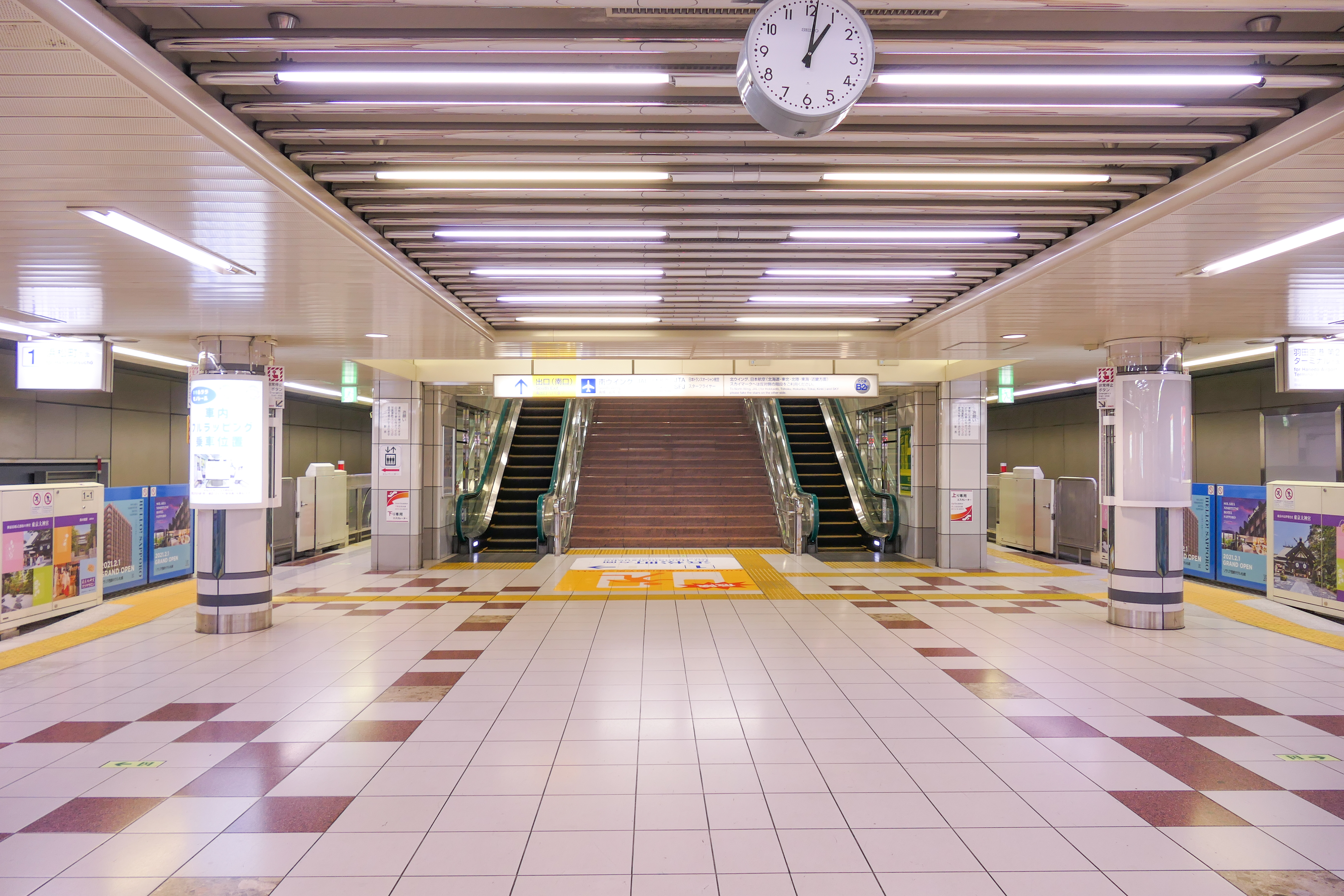
Monorail-Station Terminal 1
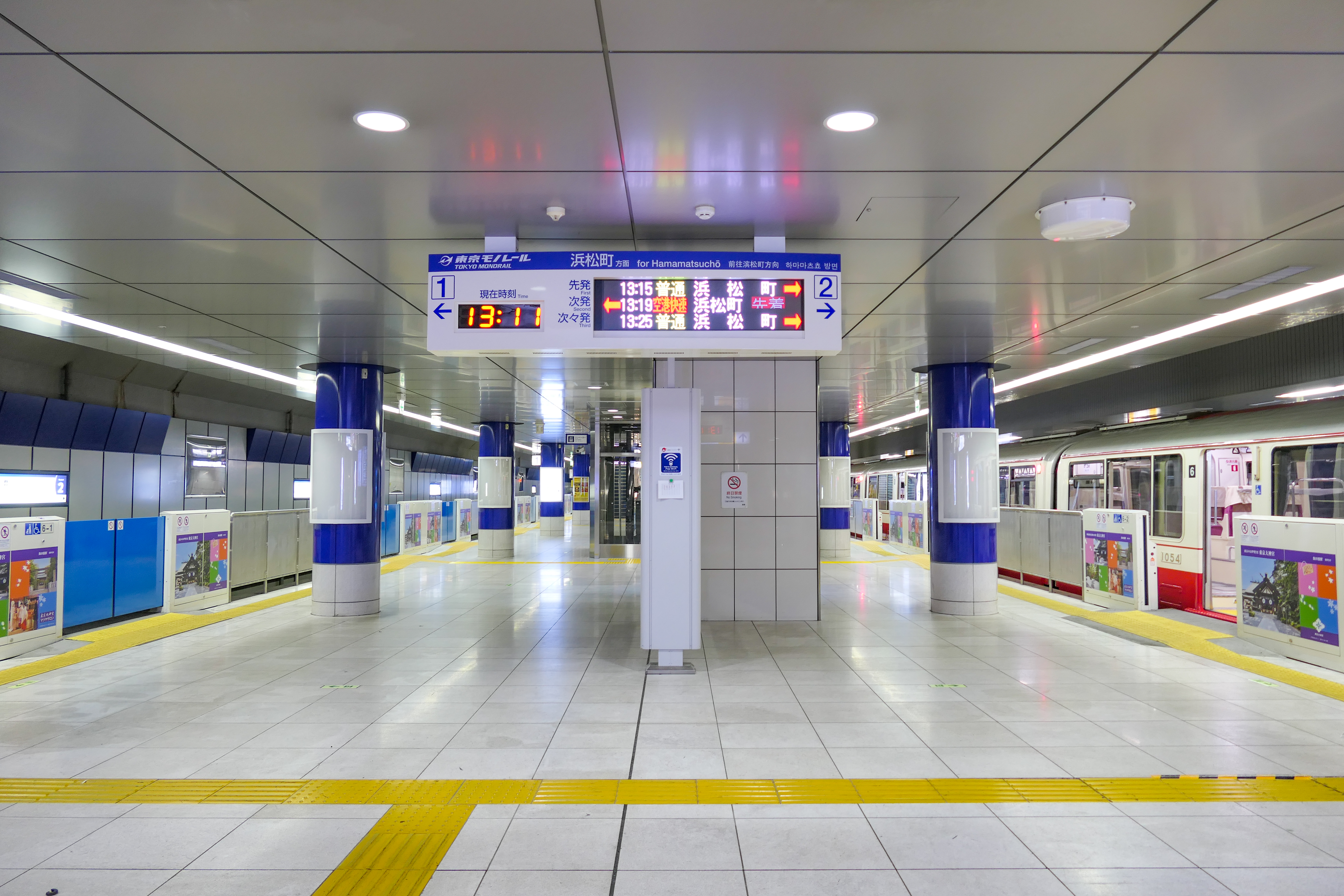
Monorail-Station Terminal 2

## Gleise
| 1/2 | ▉ Keikyū-Flughafenlinie | Keikyū Kamata • Shinagawa • Yokohama |

## Linien
| Verlauf der Keikyū-Flughafenlinie                                                                                      |
| --- |
| Keikyū Kamata • Kōjiya • Ōtorii • Anamori-inari • Tenkūbashi • Haneda Airport Terminal 3 • Haneda Airport Terminal 1·2 |

## Geschichte
Der erste Terminal des Flughafens Tokio-Haneda befand sich einst ganz im Südwesten des Geländes beim heutigen Bahnhof Tenkūbashi. 1984 begannen umfangreiche Arbeiten für eine bedeutende Erweiterung des Flughafens auf Landgewinnungsflächen in der Bucht von Tokio, mit zusätzlichen Terminals und Start-/Landebahnen. Terminal 1 ging 1993 in Betrieb, erschlossen durch eine Verlängerung der Tokyo Monorail. Damals reichte die Keikyū-Flughafenlinie lediglich bis Tenkūbashi, weshalb dort umgestiegen werden musste. Der Bau einer Verlängerung der Flughafenlinie hatte ein Jahr zuvor begonnen. Schließlich erfolgte am 18. November 1998 die Eröffnung des Flughafenbahnhofs unter dem Namen Haneda Airport (羽田空港, Haneda-kūkō). Damit war es nun möglich, ohne Umsteigen mit Flughafenschnellzügen in die Stadtzentren von Tokio und Yokohama zu gelangen. Etwa sechs Jahre lang, von der Eröffnung bis zum 1. Dezember 2004, war nur der Westausgang geöffnet. Gleichzeitig mit der Inbetriebnahme von Terminal 2 an diesem Tag kam der östliche Ausgang hinzu.
Mit der Verlegung sämtlicher internationalen Flüge zum neuen Terminal 3 (mit einem eigenen Bahnhof) erfolgte am 21. Oktober 2010 die Umbenennung des älteren der beiden Flughafenbahnhöfe in Haneda Airport Domestic Terminal (羽田空港国内線ターミナル, Haneda-kūkō kokunaisen tāminaru). Im Februar 2019 stattete man ihn mit Bahnsteigtüren aus. Entsprechend der Umbenennung aller Terminals erhielt der Bahnhof am 14. März 2020 seinen heutigen Namen Haneda Airport Terminal 1·2.

### Haneda Airport Terminal 1
Die Stationen der Einschienenbahn befinden sich in unmittelbarer Nähe beider Enden des Keikyū-Flughafenbahnhofs, jeweils benannt nach dem erschlossenen Terminal. Die Strecke dazwischen hat die Form eines Halbkreises in nördlicher, östlicher und schließlich südlicher Richtung. Für Passagiere, die sich zum Terminal 3 begeben wollen, ist die Fahrt mit der Einschienenbahn kostenlos; dafür ist das Vorzeigen des Reisepasses und des Anschlussflugtickets an einem der Informationsschalter erforderlich.
Von der westlichen Eingangshalle des Keikyū-Flughafenbahnhofs gelangt man zur Station Haneda Airport Terminal 1 (羽田空港第1ターミナル, Haneda-kūkō dai-ichi tāminaru eki) im ersten Untergeschoss von Terminal 1. Sie umfasst zwei Gleise an einem Mittelbahnsteig, der mit Bahnsteigtüren ausgestattet ist. In der Nähe des Fahrkartenschalters beim nördlichen Ausgang ist eine L-förmige Modelleisenbahn-Anlage ausgestellt. Das Diorama im Maßstab 1:150 ist rund fünf Meter lang und zeigt die Landschaft rund um den Flughafen, durch die drei Monorail-Züge fahren. Die Eröffnung der Station erfolgte am 27. September 1993 unter dem Namen Haneda Airport (羽田空港, Haneda-kūkō), zusammen mit dem neuen Streckenabschnitt von Seibijō her. Am selben Tag wie die Inbetriebnahme der Einschienenbahn-Verlängerung zum Terminal 2 wurde die Station am 1. Dezember 2004 in 羽田空港第1ビル (Hanedakūkō dai-ichi biru) umbenannt, mit der englischen Bezeichnung Haneda Airport Terminal 1. Am 14. März 2020 erhielt die Station ihren heutigen japanischen Namen, während die englische Bezeichnung unverändert blieb. Im Fiskaljahr 2019 nutzten durchschnittlich 29.530 Fahrgäste täglich die Station.

### Haneda Airport Terminal 2
Haneda Airport Terminal 2 (羽田空港第2ターミナル, Haneda-kūkō dai-ni tāminaru eki), die Endstation der Einschienenbahn, befindet sich im ersten Untergeschoss von Terminal 2. Sie ist von der östlichen Eingangshalle des Keikyū-Flughafenbahnhofs aus erreichbar und umfasst drei stumpf endende Gleise an zwei Mittelbahnsteigen. Üblicherweise werden lediglich zwei Gleise und der westliche Bahnsteig genutzt, das dritte Gleis und der östliche Bahnsteig hingegen nur bei besonders großem Andrang.
Die Eröffnung der Station erfolgte am 1. Dezember 2004 unter der japanischen Bezeichnung 羽田空港第1ビル (Hanedakūkō dai-ni biru), die Umbenennung in die heutige Bezeichnung am 14. März 2020. Die englische Bezeichnung blieb dabei unverändert. Im Fiskaljahr 2019 nutzten durchschnittlich 29.417 Fahrgäste täglich die Station.